# غلامعلی معتمدی
غلامعلی معتمدی (۱/۱/۱۳۲۷ شیراز] - ۷/۴/۱۳۶۰ تهران سرپرست وزارت کار (شهریور ۱۳۵۹ تا ۱۴ آبان ۱۳۵۹) و معاون این وزارتخانه و مسئول بخش مهندس و کارگران حزب جمهوری اسلامی بود. وی در عملیات تروریستی بمب‌گذاری در دفتر حزب جمهوری اسلامی کشته شد.

## خانواده و تحصیلات
معتمدی در اول فروردین ۱۳۲۷ در شیراز به دنیا آمد. او نوه دختر آیت الله سید عبدالحسین آیت اللهی و از نوادگان آیت الله سید عبدالحسین نجفی لاری بود. وی سه برادر و یک خواهر داشت. محمدرضا معتمدی استاد متخصص قلب و عروق و یکی از اعضای تیم پزشکی روح‌الله خمینی برادر وی می‌باشد.
تحصیلات ابتدایی و دبیرستان را در شیراز و سپس در تهران گذراند. در سال ۱۳۴۷ رشته مکانیک وارد دانشگاه تهران شد و درسال ۱۳۵۲ با دریافت مدرک کارشناسی ارشد از دانشکده فنی فارغ‌التحصیل شد.
وی در سال ۵۴ با اشرف بروجردی نوه آیت الله نجفی بروجردی ازدواج کرد و حاصل این ازدواج دوقلوهایی به نام امیر و بشیر بود. امیر معتمدی که معاونت آموزش و پژوهش سازمان جوانان جمعیت هلال احمر فرزند او بود. همسر وی اشرف بروجردی در دولت محمد خاتمی سمت معاون وزیر کشور در امور اجتماعی و شوراها و در دولت حسن روحانی به مدت ۵ سال ریاست سازمان اسناد و کتابخانه ملی ایران بر عهده داشت.

## فعالیتهای سیاسی
پس از پیروزی انقلاب ۵۷ و تشکیل حزب جمهوری اسلامی این حزب پیوست و پس از مدتی مسئولیت بخش کارگری و واحد مهندسی حزب شد.
معتمدی مدتی نیز به پیشنهاد علی اکبر پرورش به عنوان مشاور اقتصادی استاندار اصفهان منصوب شد. با تشکیل کابینه رجایی وی برای تصدی سمت وزارت کار پیشنهاد دادند که با مخالفت رئیس‌جمهوری بنی صدر مواجه شد و تا تعیین وزیر سمت سرپرستی را از ۱۹ شهریور ۱۳۵۹ تا ۱۴ آبان ۱۳۵۹ بر عهده گرفت و پس از انتخاب سید محمد میرمحمدصادقی به سمت وزیر وی به عنوان معاونت وزارت خانه منصوب شد. او در ۷ تیر ماه ۱۳۶۰ بمب‌گذاری در دفتر حزب جمهوری اسلامی کشته شد.